# Rue Loretánská
La rue Loretánská est une voie de Prague. Située dans le quartier historique de Hradčany, c'est une zone piétonne qui relie les Escaliers de la Mairie à la place Hradčany avec la place Loretánské et la rue Pohořelec (ancienne colonie et quartier).

## Historique
Au XIVe siècle, la partie est de la rue appartenait à la ville de Hradčany, la partie ouest était derrière les murs. En 1598, Hradčany est devenue une ville royale et l'hôtel de ville de Hradčany a été construit au numéro 1. La partie orientale près des Escaliers de l'hôtel de ville s'appelait à l'époque Radodomská. Le nom actuel Loretánská est utilisé depuis le début du XVIIIe siècle.

## Bâtiments remarquables et lieux de mémoire
Dans la rue se trouvent les importants palais Hrzánský et Trauttmannsdorf. Une attraction technique intéressante est le lampadaire à huit bras de 1867, qui fait partie de l'éclairage public à Prague.
- Escaliers de l'hôtel de ville depuis la rue Nerudova
- Hôtel de ville de Hradčany - n°1, bâtiment Renaissance
- Palais Trauttmannsdorf - n° 6, bâtiment classique protégé comme monument culturel tchèque
- Hrzánský palác – n° 9 [2]
- N° 13 - plaques commémoratives à Alice Masaryková et Marcia Davenportová
- N° 19 – Palais Vbrnov (ou Maison Chotek) : École Jaroslav Ježek pour malvoyants
- chapelle de St. Barbory - chapelle de niche baroque de František Maxmilián Kaňka dans le mur du jardin de Lorette
- Lampadaire en fonte - décoré de manière sculpturale à partir de 1868, le même que sur la place Hradčany, monument culturel

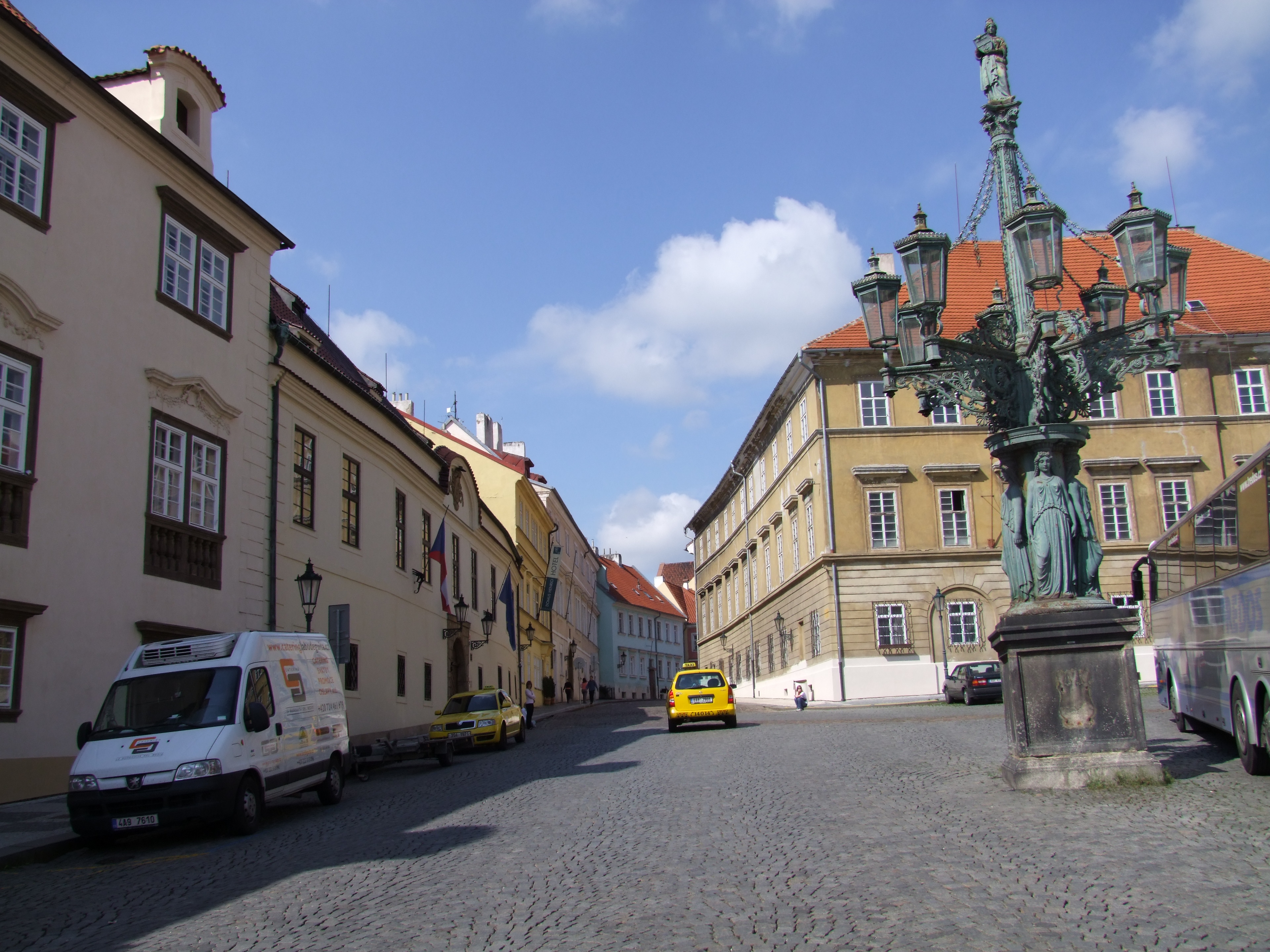
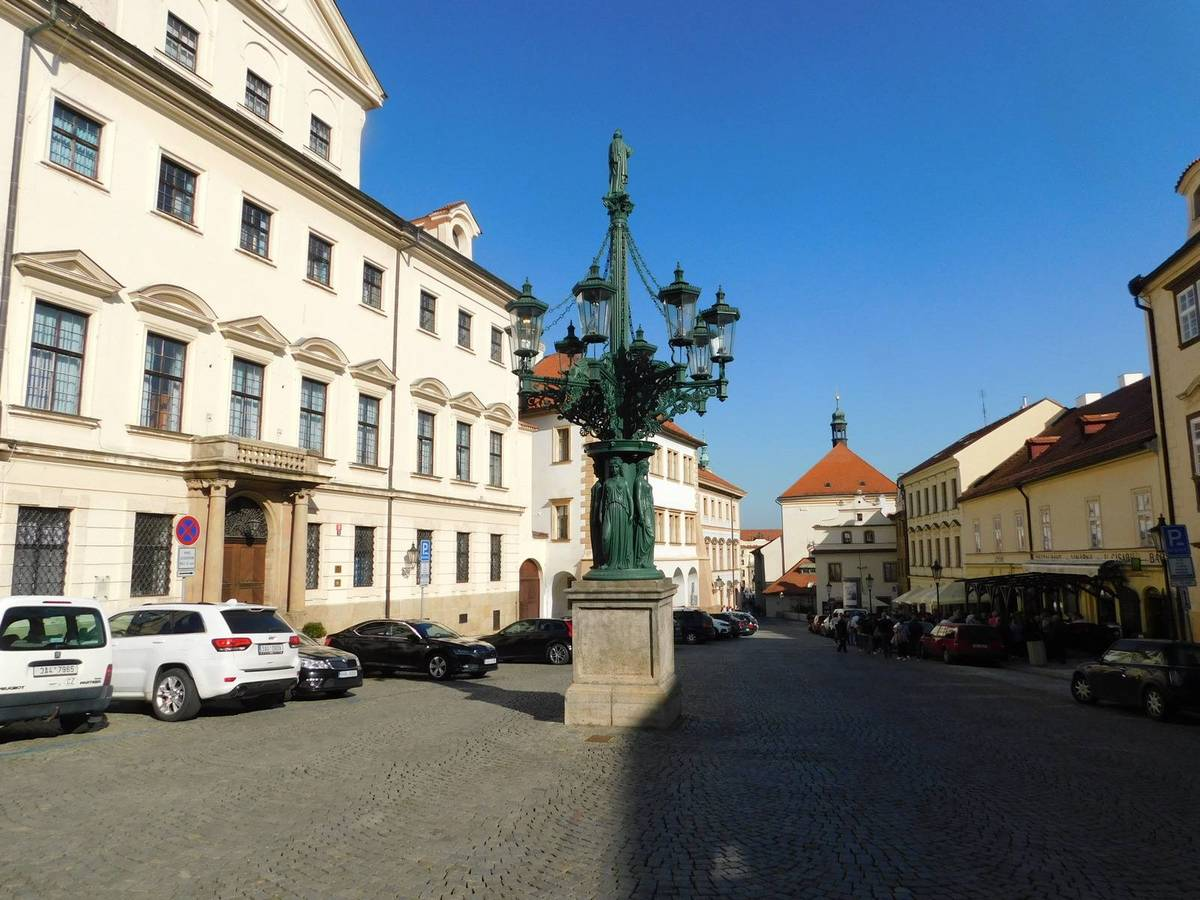
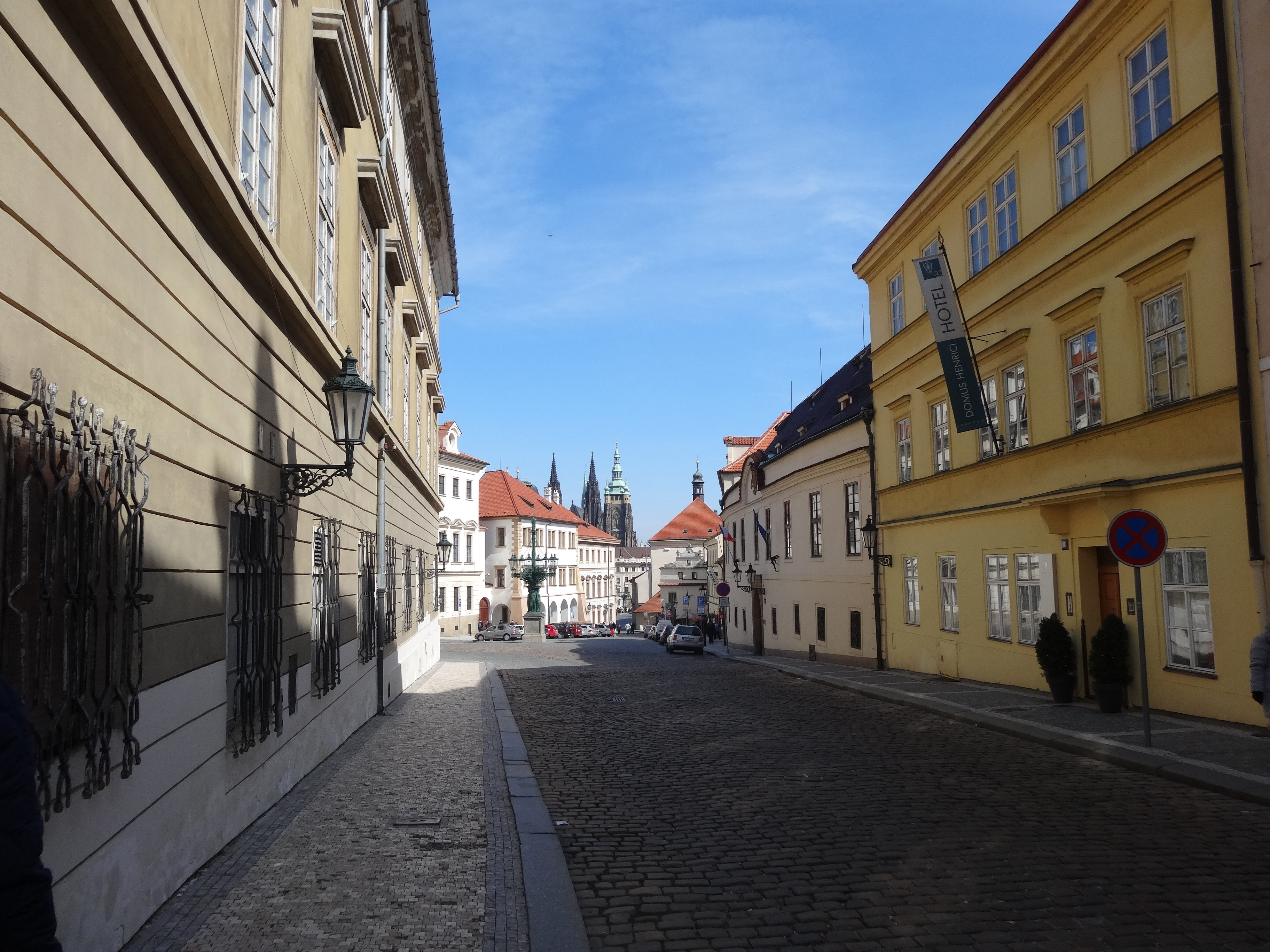
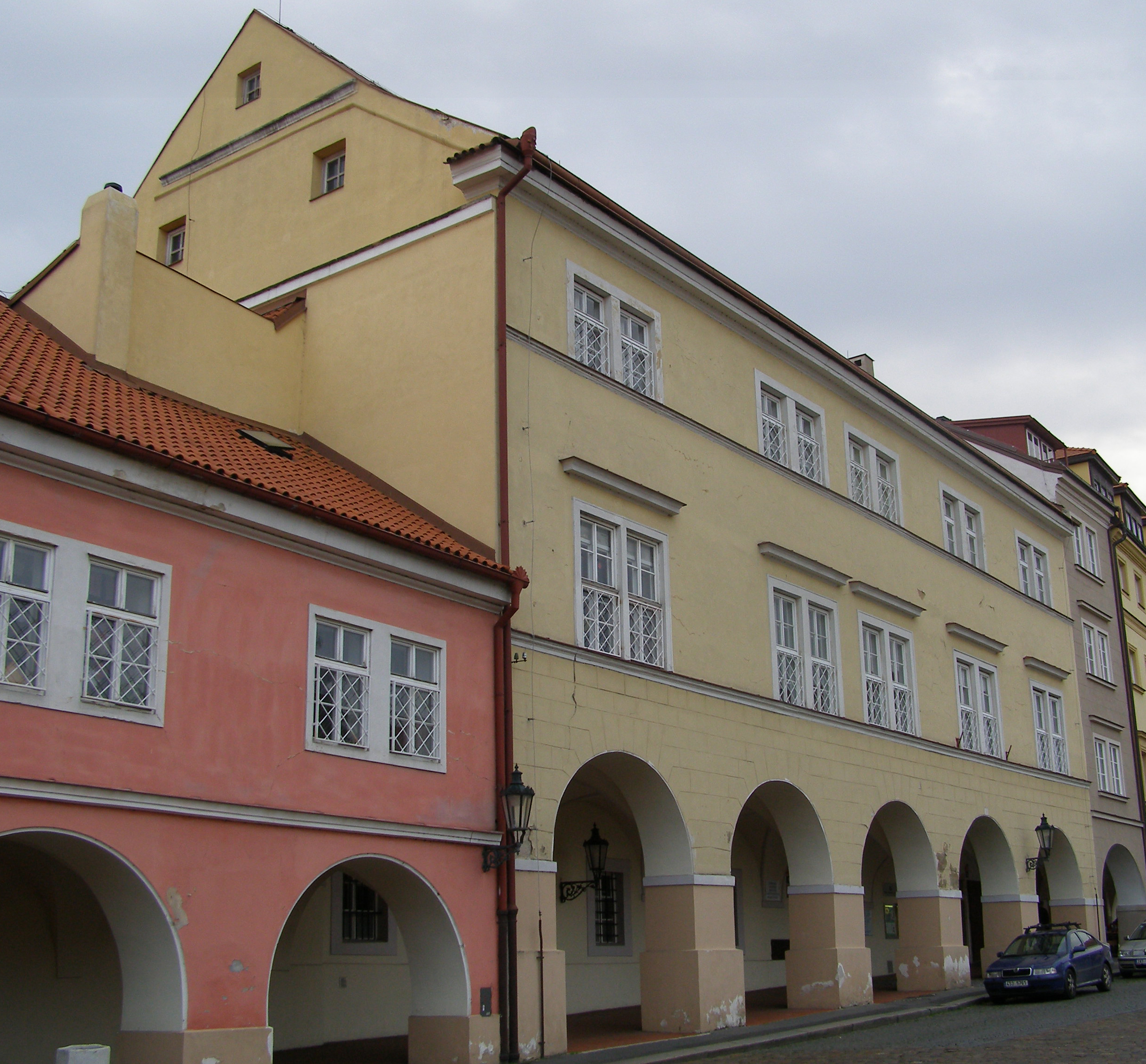
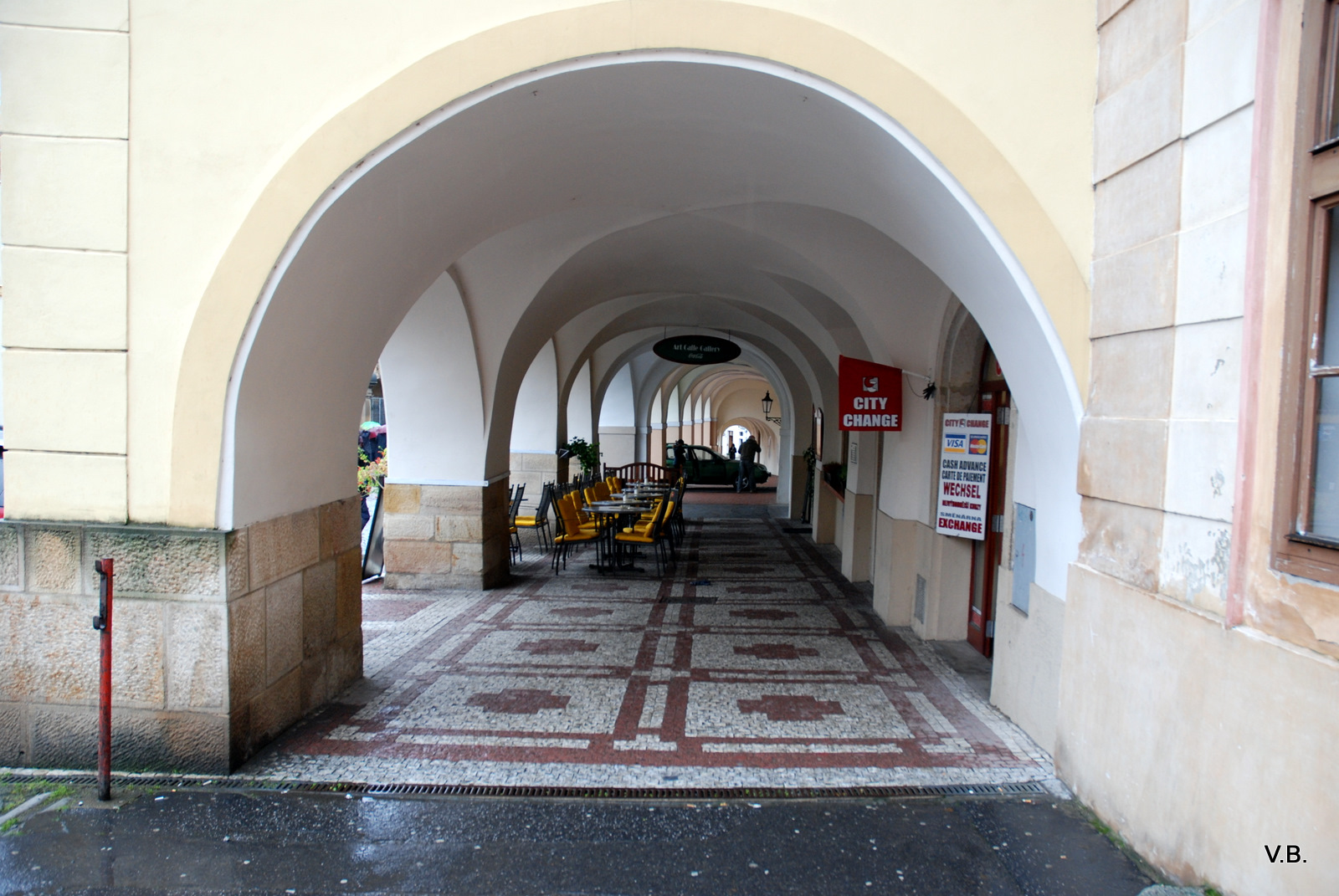

## Littérature
- (cs) « Digitální knihovna Kramerius », sur mlp.cz (consulté le 12 juillet 2023)

## Source de traduction
- (cz) Cet article est partiellement ou en totalité issu de l’article de Wikipédia en tchèque intitulé « Loretánská » (voir la liste des auteurs).